# Jack Osbourne
Jack Joseph Osbourne (Londres, 8 de novembro de 1985) é uma personalidade britânica de televisão e cinema, filho do músico de Heavy Metal, Ozzy Osbourne e da promotora de música Sharon Osbourne.

## Início da vida
Jack Osbourne nasceu em St John Wood, Londres. Ele tem duas irmãs mais velhas, Aimee e Kelly Osbourne, bem como dois meio-irmãos paternos, Louis John Osbourne e Jessica Hobbs, do casamento anterior de seu pai. Jack afirmou que sua infância foi "perfeitamente feliz e contente".  Durante os primeiros seis anos de sua vida, ele viveu no Chiltern Hills, em Buckinghamshire. Quando ele tinha seis anos, Sharon e Ozzy decidiram mudar a família para Los Angeles, mas um ano depois a família mudou-se de volta para Buckinghamshire.  
Quando Jack tinha onze anos, a família mudou-se de volta ao sul da Califórnia, mas desta vez para Beverly Hills. Apesar de mudar-se tantas vezes em uma idade jovem, Jack não encontra-se perturbado. O único aspecto de sua vida, em movimento constante, que o afetou foi a sua vida escolar, e Jack fora desprezado na escola, o que não foi ajudado pelo fato de que ele foi diagnosticado com uma forma de dislexia na idade de oito anos, e TDAH, com a idade de 10 anos. 
Na época, ele estava estudando em uma escola cristã em Los Angeles. Ele retornou a Inglaterra por um ano antes de voltar a Los Angeles, onde foi matriculado em uma escola para pessoas com necessidades especiais Century School e foi receitado Ritalin para combater a TDAH. Aos 14 anos, ele foi oferecido um estágio na Virgin Records, onde sua mãe estava administrando a banda Smashing Pumpkins.  
Depois que Sharon Osbourne parou gerenciar a banda, Jack começou a trabalhar na A&R (é uma divisão de gravadora ou editora de música responsável por supervisionar o desenvolvimento artístico de novos talentos) para a Epic Records. Jack também ajudou a mãe na administração festival turnê anual de seu pai, Ozzfest. Em seu 13º aniversário, Jack ficou bêbado pela primeira vez com uísque. Quando ele tinha 14 anos, estava bebendo regularmente e tinha começado a fumar maconha. 
Ele começou a festejar muito, e fez manchetes em 21 de abril de 2003, quando foi era internado em um hospital psiquiátrico da criança para o vício. A dependência de drogas de Jack intensificou depois que a mãe Sharon, foi diagnosticada com câncer, ele estava lutando com sua própria depressão. Seu comportamento auto-destrutivo veio à tona quando ele tentou o suicídio tomando um coquetel de pílulas e cortando suas mãos com cacos de vidro depois de ouvir o ex-namorado de sua namorada pegar o telefone quando ele ligou para ela. Ele acordou 12 horas depois. Jack continuou com seu uso de drogas até que ele percebeu que ele "nunca mais quer se sentir assim" e admitiu-se em um hospital psiquiátrico adolescente. Ele passou 10 dias em desintoxicação e foi transferido para um centro de reabilitação de adolescentes em Malibu, onde se matriculou em um programa de recuperação.

## Carreira
Jack ganhou grande visibilidade em 2002, depois de aparecer na televisão no seriado que falava sobre sua família, The Osbournes , que foi ao ar na MTV e ganhou um prêmio Emmy em 2002. No show, Jack foi tido principalmente como um adolescente rebelde que gostava de festas e lutar com a irmã Kelly Osbourne. Em 2002, Jack apareceu brevemente em Austin Powers in Goldmember junto com o resto de sua família, e, posteriormente, atuou em um Super Bowl XXXVI anúncio de Pepsi Twist com a irmã Kelly. De 2002 a 2003, Jack apareceu na 6 ª Temporada de Dawson Creek. Ele também fez participações especiais em The X Factor (como "Goth rapper"  , que canta " Ice Ice Baby "), e na quinta temporada de That '70s Show. Pós-reabilitação, Jack passou em 2003 para estrelar seu próprio show Union Jack. 
Em 2004, ele interpretou um pequeno papel em New York Minute, um filme estrelado pela gêmeas Olsen , no qual ele interpreta um promotor musical chamado Justin. Em 2005, Jack começou a mostrar mais interesse em fitness através de co-sediar a ITV2 show, celebridade Wrestling: Bring It On! 
Jack perdeu 23 kg na Tailândia em um acampamento de Muay Thai e artes marciais em Pattaya, a fim de estar apto o suficiente para subir El Capitan (que conseguiu), enquanto filmava a primeira série de Jack Osbourne: Adrenaline Junkie . Foi ao ar no Reino Unido, Estados Unidos, Austrália, África do Sul e no Canadá. Adrenaline Junkie se concentra na formação de Jack para esportes como escalada, montanhismo e trekking na selva do Chiquibul em Belize. 
Ele apresentou os resultados de sua perda de peso com as duas sessões de fotos semi-nua para Cosmopolitan Magazine, em 2005, para aumentar a conscientização sobre o câncer de testículo. A primeira foto, tirada em junho de 2005, mostra-o sentado em uma moto. Segunda apareceu na edição de dezembro 2005. Após a primeira série de Adrenaline Junkie, ele participou pela produtora Stephen Mulhern CITV de um programa infantil. Jack participou Sport do Relief (é um evento bienal de caridade) e enfrentou o ex-vocalista da banda S Club 7, Bradley McIntosh, em uma luta de boxe em três rounds de um minuto para arrecadar dinheiro para a caridade. 
Jack venceu por decisão unânime. Certa vez, ele alegou estar a considerar uma carreira na aplicação da lei e estava no reality show Armed & Famous. O show foi retirado da CBS em janeiro de 2007, e Jack foi processado por uma mulher de Muncie, Indiana, cuja casa foi invadida acidentalmente durante as filmagens. Jack também filmou um programa para a BBC Salvando o Planeta Terra. 
Nele, ele viajou para a Namíbia para destacar as tensões entre os elefantes e as pessoas locais, e o que pode ser feito para que ambos os grupos podem viver pacificamente ao lado um do outro. Ele também participou do Rally Mongol com a filha do diretor Andrew Knight, Amaryllis Cavaleiro. O desafio era dirigir um carro com menos de 1 000 cc de Londres para Ulan Bator, capital da Mongólia, para caridade. Jack e sua família se reuniram com um reality show na Fox, que estreou 31 de março, 2009, mas foi cancelada após o primeiro episódio. Jack fez produziu um documentário sobre seu pai, que era originalmente para ser chamado de Wreckage of My Past: The Ozzy Osbourne, mas foi mudado para God Bless Ozzy Osbourne . 
Este filme estreou em abril de 2011, no Festival de Cinema de Tribeca e foi lançado em DVD em novembro de 2011. No início de agosto de 2010, Jack dirigiu seu primeiro videoclipe, para a música de seu pai "Life Won't Wait", do álbum Scream. O vídeo estreou em 23 de agosto. Jack também tem uma participação em uma investigação paranormal, intitulado Estrada Assombrada que vai ao ar no Syfy .Em setembro de 2013, ele foi anunciado como um dos competidores na temporada 17 de Dancing with the Stars . Ele é uma parceria com o dançarino profissional Cheryl Burke. 

## Vida pessoal
Jack e sua esposa, Lisa Stelly, tem uma filha, Pearl Clementine, nascida em 24 de abril de 2012. Jack e Lisa se casaram no Havaí em 7 de outubro de 2012. Em agosto de 2013, ele e sua esposa anunciaram que estavam esperando seu segundo filho. Em 06 de setembro de 2013, Jack e Lisa revelaram que ela sofreu um aborto espontâneo. A segunda filha, Andy Rose Osbourne nasceu em 13 de junho de 2015; a terceira, Minnie Theodora Osbourne, em 18 de maio de 2018. 
Em junho de 2012, Jack anunciou que tinha sido diagnosticado com esclerose múltipla. Ele experimentou sintomas por vários anos, inclusive cegueira em um olho, dormência em ambas as pernas, e problemas com a bexiga, intestino e estômago. Jack injeta medicação diária, e viajou para a Europa para a terapia com células-tronco. Ele também fez mudanças de estilo de vida, tais como minimizar o estresse, fazer exercícios regularmente e alterar significativamente a sua dieta.   
Em 5 de marco de 2019, foi concluído o processo de divorcio.  